# Oricsi
Oricsi (oroszul: Оричи) városi jellegű település Oroszország Kirovi területén, az Oricsi járás székhelye.	
Lakossága: 7962 fő (a 2010. évi népszámláláskor).

## Fekvése
A Kirovi terület központi részén, Kirov területi székhelytől 50 km-re délnyugatra helyezkedik el. Vasútállomás a transzszibériai vasútvonal északi ágának Kotyelnyics–Kirov közötti szakaszán. 

## Története
Oricsi a vasútnak köszönhetően egy apró településből nőtt ki, melyet írott forrás 1646-ban említ először. A 20. század elején épített vasútvonalon 1906-ban indult meg a forgalom. Az akkoriban fából készült állomásépület helyett 2014-ben adták át Oricsi állomás új, korszerű épületét.
A szovjet korszakban a járások kialakításakor, 1929-ben lett az azonos nevű  járás székhelye.